# Mariia Posa
Mariia Posa, född den 21 februari 1988 i Helsingfors i Finland, är en finländsk ishockeyspelare.
Hon tog OS-brons i damernas ishockeyturnering i samband med de olympiska ishockeytävlingarna 2010 i Vancouver.